# 真月譚 月姫
『真月譚 月姫』（しんげつたん つきひめ）は、TYPE-MOONの同人ゲーム『月姫』を原作とするテレビアニメ及び漫画作品である。

## 概要
2002年9月22日に開催された『RONDO ROBE MAIDEN FLIGHT』で初めて発表された。アニメ『真月譚 月姫』は、同人ゲームとしては異例の大ヒットとなった『月姫』の映像化ということで、多くの注目を浴びていた。一方漫画版は『月刊コミック電撃大王』で2003年10月号から連載が開始された。
『月姫』というタイトルにせず、『真月譚 月姫』にしたのは「月姫」の商標がすでに使われていたためである。

## アニメ
BSデジタル放送局BS-i（現：BS-TBS）にて2003年10月9日から12月25日まで全12話が放送された。原作にあるアルクェイドのトゥルーエンドが元になっているが、12話という短い話数に原作の全ての要素を盛り込むことは困難であるというスタッフの考えから、重要でない設定は描かれていない。また、設定やキャラクターの性格にも一部変更が加えられている。

### キャスト
- 遠野志貴 - 鈴村健一（幼少期 - 根本圭子）
- アルクェイド・ブリュンスタッド - 生天目仁美
- シエル - 折笠富美子
- 遠野秋葉 - 伊藤静
- 翡翠 - かかずゆみ
- 琥珀 - 植田佳奈
- 乾有彦 - 櫻井孝宏
- 弓塚さつき - 田中かほり
- ネロ・カオス - 三宅健太
- ミハイル・ロア・バルダムヨォン（遠野四季） - 吉野裕行（幼少期 - 本田貴子）
- 蒼崎青子 - 木村亜希子
- 有間啓子、坂木崎清乃 - 夏樹リオ
- 遠野槙久 - 有本欽隆
- 国藤 - 桐井大介

なお、本作品放送前に出展・頒布された『MELTY BLOOD』とは声優が全く異なっており、以降に発表された関連作品でも『MELTY BLOOD』でのキャストが使われている。後に発表されたTYPE-MOON関連作品では、本作に出演したキャストが別の役として新規に起用されている。

### スタッフ
- 原作 - 奈須きのこ/TYPE-MOON
- 監督 - 桜美かつし
- 監督補佐 - 阿保孝雄
- シリーズ構成・脚本 - ときたひろこ
- オリジナルキャラクターデザイン - 武内崇
- キャラクターデザイン - 小澤郁
- 美術 - イースター姫組
- 色彩設定 - 安藤智美
- 撮影監督 - 田沢二朗
- 編集 - 西山茂
- 音響監督 - 明田川仁
- 音楽 - 大森俊之
- プロデューサー - 関戸雄一、神宮司剛史、松倉友二
- アニメーション制作 - J.C.STAFF
- 製作 - 「真月譚 月姫」製作委員会（ジェネオンエンタテインメント、TBS、ムービック、J.C.STAFF）

本作の製作委員会の幹事会社を務めるジェネオンエンタテインメントは、後の制作作品である『Fate/stay night（2006年TVアニメ版、2010年劇場アニメ版）』においても製作委員会の幹事会社として参加している。背景美術を担当したスタジオイースターは、アニプレックス製作作品である『劇場版 空の境界』『Fate/Zero』において背景美術として参加している。また、原画としてアニメ制作会社ufotableより参加していた須藤友徳は後の『TYPE-MOON × ufotable プロジェクト』にて全作品のキャラクターデザイン・総作画監督を務め、さらに2作品にて監督を務める。また、2021年発売の『月姫 -A piece of blue glass moon-』にてアニメーション制作をufotable、キャラクターデザイン・作画監督を須藤が担当している。

### 主題歌
オープニングテーマ「The Sacred Moon」
作曲・編曲 - 大森俊之
エンディングテーマ「輪廻の果てに…」
作詞 - 入山誠 / 作曲・編曲 - 上野洋子 / 歌 - 折笠富美子

### 各話リスト
| 話数       | サブタイトル | 絵コンテ            | 演出             | 作画監督                                             | 総作画監督      |
| ---------- | ------------ | ------------------- | ---------------- | ---------------------------------------------------- | --------------- |
| episode 1  | 反転衝動     | 桜美かつし          | 浅見松雄         | 小澤郁                                               | 小澤郁          |
| episode 2  | 黒い獣       | 桜美かつし          | 浅見松雄         | 清水博幸                                             | 川嶋恵子 小澤郁 |
| episode 3  | 直死の魔眼   | 阿保孝雄            | 阿保孝雄         | 音地正行、高石和三                                   | 小澤郁          |
| episode 4  | 揺籠の庭     | 小川浩司            | 小川浩司         | 山元浩                                               | 川嶋恵子 和田崇 |
| episode 5  | 空の弓       | 桜美かつし          | まつもとよしひさ | はっとりますみ、佐野英敏                             | 小澤郁          |
| episode 6  | 白い夢       | 桜美かつし          | 浅見松雄         | 清水博幸、杉山了蔵                                   | 和田崇 川嶋恵子 |
| episode 7  | 蒼い咎跡     | 又野弘道            | 又野弘道         | 小山知洋                                             | 小澤郁          |
| episode 8  | 檻髪         | 島津裕行            | 鈴木行           | 川田剛、杉山了蔵                                     | 和田崇          |
| episode 9  | 死。         | 細田雅弘            | 阿保孝雄         | 山元浩、清水博幸 杉山了蔵、川田剛 高石和三、小澤郁   | 小澤郁          |
| episode 10 | 朱の紅月     | 渡部高志            | 浅見松雄         | 佐野英敏、柴田志朗                                   | 和田崇          |
| episode 11 | 凶つ夜       | 下田正美            | まつもとよしひさ | 阿保孝雄、川田剛 杉山了蔵、和田崇 高石和三、片岡英之 | 和田崇          |
| episode 12 | 月世界       | 山本英世 桜美かつし | 桜美かつし       | 小澤郁                                               | -               |

## 漫画
このアニメ化を機に始まった漫画版『真月譚 月姫』は、これまで宙出版月姫アンソロジーなどで知られる佐々木少年により、月刊コミック電撃大王で2003年10月号から2010年9月号まで7年間にわたって連載、複数のルートを織り交ぜたストーリー展開となっている。原作の雰囲気を損ねず『月姫読本』や『歌月十夜』で言及された設定なども違和感なく統合されているとして、原作者からも帯の言葉などで絶賛の言葉が寄せられており評価は高い。2008年3月時点で累計部数は210万部を突破している。
- 奈須きのこ・TYPE-MOON（原作） / 佐々木少年（作画） 『真月譚 月姫』 メディアワークス→アスキー・メディアワークス〈電撃コミックス〉、全10巻
  1. 2004年5月27日発売、ISBN 4-8402-2717-9
  2. 2005年1月27日発売、ISBN 4-8402-2958-9
  3. 2005年11月26日発売、ISBN 4-8402-3255-5
  4. 2006年8月26日発売、ISBN 4-8402-3575-9
  5. 2007年7月27日発売、ISBN 978-4-8402-3965-3
  6. 2008年3月27日発売、ISBN 978-4-8402-4252-3
  7. 2010年2月27日発売、ISBN 978-4-0486-8432-3
  8. 2010年3月27日発売、ISBN 978-4-0486-8510-8
  9. 2010年9月27日発売、ISBN 978-4-0486-8895-6
  10. 2010年12月18日発売、ISBN 978-4-0487-0190-7